# Julian Lelieveld
Jeroen Houwen (Arnhem, 1996. november 24. –) holland korosztályos válogatott labdarúgó, a Waalwijk játékosa.